# Weekly & Daily Percentage Price Oscillator
El Weekly & Daily Percentage Price Oscillator (en español, Oscilador del Porcentaje del Precio Semanal y Diario u OPP) es un indicador usado en el análisis técnico de gráficos en los distintos mercados de valores.

## Interpretación
El OPP semanal refleja la convergencia y divergencia de la media móvil exponencial de 60 días y la media móvil exponencial de 130 días. 
El OPP semanal es positivo cuando la media móvil de 60 días está por encima de la media móvil de 130 días. El OPP semanal se mueve hacia terreno positivo cuando la media móvil exponencial de 60 días se distancia de la media móvil exponencial de 130 días. Esto refleja un fuerte momento alsista a nivel semanal.
El OPP semanal es negativo cuando la media móvil exponencial de 60 días está debajo de la media móvil de 130 días. Las lecturas negativas crecen cuando la media móvil exponencial de 130 días se distancia de la media móvil exponencial de 130 días. Esto refleja un fuerte momento bajista a nivel semanal.
Cuando el OPP diario está debajo del Oscilador del Porcentaje a nivel semanal pero por encima de la línea cero, quiere decir que es más probable que haya un momento bajista que alcista, pero en un ambiente es que haya menos probabilidades de un momento alcista a nivel semanal. Así que una diferencia positiva entre la media móvil exponencial de 60 días y la media móvil exponencial de 130 días es mayor que una diferencia negativa entre una media móvil exponencial de 12 días y una media móvil exponencial de 26 días.
Si el OPP diario está debajo de la línea cero (negativo) y el OPP semanal está encima de la línea cero (positivo), indica que el OPP diario está experimentando una sobrepuja o es una señal de cambio en el futuro a nivel semanal. Si el OPP semanal está encima de la línea cero y el OPP diario está encima del OPP semanal, indica que un momento alsista a nivel semanal y diario son más probables que un momento bajista, respectivamente. La operativa más exitosa tendría lugar cuando el OPP a nivel semana y diario suban al tiempo. 